# Receptor eicosanoide
Um receptor eicosanoide(pt-BR) ou recetor eicosanoide(pt-PT?) é uma proteína integral de membrana que deteta a presença de moléculas de sinalização chamadas eicosanoides. A maioria, porém não todos, são receptores acoplados à proteína G (GPCRs). Um exemplo de um receptor não-GPCR, que se liga eicosanóides é PPAR-γ.